# 刘国杰
刘国杰（1234年—1305年），元朝青州益都人，字国宝，女真乌古伦氏之后，汉姓刘。

## 生平
从军卒升任益都新军千户，先后跟随張弘範、伯颜攻打宋朝，赐号拔都，人称刘二拔都。任汉军都元帅，北征反王。担任湖广行省左丞时，镇压福建、江西、湖南、广东、广西反元起兵。元成宗时为湖广行省平章事，镇压贵州彝族首领蛇节，刘国杰患瘴病重。當時的平章卜鄰吉台率僚屬官員來看望劉國傑，劉國傑答說：「交賊不臣，若病幸小愈，得滅此虜，則死無憾矣。」於是卜鄰吉台詢問劉國傑有無家事交代，卻沒有言語留下。不久去世，得年七十二。劉國傑去世的訃聞傳到元朝皇帝，皇帝深感悼惜，於是贈推忠效力定遠功臣、光祿大夫、司徒、柱國，封齊國公，諡武宣。

## 評價
《元史》記載：「國傑性雄猛，視死如歸，嘗語人曰：『吾為國宣力，雖身棄草野不恨，何必馬革裹屍還葬哉！』且善推誠得士心，故能立功如此。」